# Kazak labdarúgó-szuperkupa
A Kazak labdarúgó-szuperkupa (hivatalos nevén: Қазақстан Суперкубогы; , magyar átírásban: Kazaksztan Szuperkubogli) egy 2008-ban alapított, a Kazak labdarúgó-szövetség által kiírt kupa. Tradicionálisan az új idény első meccsét jelenti, s az előző év bajnoka játszik az előző év kupagyőztesével. 
A legsikeresebb csapat az Aktöbe gárdája, három győzelemmel.

## Kupadöntők
| Év   | Szuperkupa                 | Szuperkupa     | Szuperkupa            |
| Év   | A kazak bajnokság győztese | Eredmény       | A kazak kupa győztese |
| ---- | -------------------------- | -------------- | --------------------- |
| 2008 | Aktöbe                     | 2–0            | Tobil                 |
| 2010 | Aktöbe                     | 2–0            | Atirau                |
| 2011 | Tobil                      | 1–2            | Asztana               |
| 2012 | Sahtyor Karagandi          | 0–1            | Ordabaszi             |
| 2013 | Sahtyor Karagandi          | 3–2 (h.u.)     | Asztana               |
| 2014 | Aktöbe                     | 1–0            | Sahtyor Karagandi     |
| 2015 | Asztana                    | 0–0 (b.u. 3–2) | Kajrat                |
| 2016 | Asztana                    | 0–0 (b.u. 4–5) | Kajrat                |
| 2017 | Asztana                    | 0–2            | Kajrat                |
| 2018 | Asztana                    | 3–0            | Kajrat                |

- h.u. – hosszabbítás után
- b.u. – büntetők után

## Statisztika

### Győzelmek száma klubonként
| Csapat            | Győztes              | Döntős               |
| ----------------- | -------------------- | -------------------- |
| Asztana           | 3 (2011, 2015, 2018) | 3 (2013, 2016, 2017) |
| Aktöbe            | 3 (2008, 2010, 2014) | –                    |
| Kajrat            | 2 (2016, 2017)       | 2 (2015, 2018)       |
| Sahtyor Karagandi | 1 (2013)             | 2 (2012, 2014)       |
| Ordabaszi         | 1 (2012)             | –                    |
| Tobil             | –                    | 2 (2008, 2011)       |
| Atirau            | –                    | 1 (2010)             |